# Isopeda echuca
Isopeda echuca là một loài nhện trong họ Sparassidae.
Loài này thuộc chi Isopeda. Isopeda echuca được Arthur Stanley Hirst miêu tả năm 1992.